# Parámetro de Shields
El parámetro Shields, también llamado criterio de Shields o número de Shields, es un número adimensional utilizado para calcular el inicio del movimiento de sedimentos en el flujo de un fluido. Es una adimensionalización de un esfuerzo cortante, y se representa generalmente por las letras {\displaystyle \tau _{\ast }} o {\displaystyle \theta }. Su expresión matemática está definida mediante la siguiente ecuación:
| Símbolo                       | Nombre                                             | Unidad  |
| ----------------------------- | -------------------------------------------------- | ------- |
| {\displaystyle \tau _{\ast }} | Parámetro Shields                                  |         |
| {\displaystyle \tau }         | Tensión de corte dimensional                       | Pa      |
| {\displaystyle \rho _{s}}     | Densidad del sedimento                             | kg / m3 |
| {\displaystyle \rho }         | Densidad del fluido                                | kg / m3 |
| {\displaystyle g}             | Aceleración debida a la gravedad                   | m / s2  |
| {\displaystyle D}             | Diámetro característico de partícula del sedimento | m       |

## Significado físico
Al multiplicar el numerador y el denominador del parámetro Shields por D2, se ve que es directamente proporcional a la fuerza del fluido en la partícula e inversamente proporcional al peso de dicha partícula.